# Dodd-Frank Act
Dodd-Frank Act è il nome con cui viene chiamato un intervento di riforma di Wall Street il cui nome ufficiale è Dodd–Frank Wall Street Reform and Consumer Protection Act. Divenuta legge federale il 21 luglio 2010 fu voluta da Barack Obama in seguito alla Grande recessione, la legge modifica significativamente i meccanismi di regolazione della finanza statunitense con lo scopo di migliorare la tutela dei consumatori.

## Contenuti
Il Dodd-Frank Act comprende 15 titoli e 541 articoli di legge per un totale di più di 8.000 pagine ("Borsa Italiana").
Il primo titolo prevede l'istituzione di due agenzie incaricate di monitorare il rischio sistemico e lo stato dell'economia, stabilisce inoltre una serie di regole sul controllo delle banche da parte della Federal Reserve. Le due agenzie sono il Financial Stability Oversight Council che ha il compito di identificare i rischi alla stabilità finanziaria degli Stati Uniti e di promuovere i controllo dei mercati, l'altra agenzia è l'Office of Financial Research del Dipartimento del Tesoro che ha lo scopo di collaborare con Financial Stability Oversight Council tramite la raccolta dati e le ricerche. 
Il secondo titolo assegna alle autorità di controllo dei mercati il compito di mettere, in caso di necessità, gli intermediari finanziari in diverse forme di  amministrazione controllata a fronte di difficoltà finanziarie se queste rappresentano un rischio per la stabilità dei mercati finanziari, in questo titolo sono compresi i salvataggi di banche.
Il terzo titolo accentra il controllo sulle banche in un solo organismo (Office of the Comptroller of the Currency) di controllo dipendente dal Board del Federal Reserve System. 
Il quarto titolo prevede che alcuni operatori finanziari (operatori di hedge funds e fondi di private equity) vengano sottoposti ai controlli della Securities and Exchange Commission.
Il quinto titolo istituisce, all'interno del Dipartimento del Tesoro, il Federal Insurance Office con lo scopo di controllare tutte le operazioni che riguardano le assicurazioni e riassicurazioni.
Il sesto titolo introduce la cosiddetta Volcker Rule che limita le operazioni speculative effettuate dalle banche. 
Il settimo titolo attribuisce alla SEC e alla Commodity Futures Trading Commission compiti di sorveglianza sui diversi tipi di swap. 
I titoli successivi si occupano, tra le altre cose, di istituire l'Office of Credit Ratings, un'agenzia che ha lo scopo di vigilare sull'operato delle agenzie di rating, di unificare diverse agenzie nella Consumer Financial Protection Agency, che vigila sui settori delle carte di credito, di debito e sui mutui immobiliari con lo scopo di monitorare il livello di rischio per i contribuenti americani e di istituire meccanismi di rendiconto e di governance per le istituzioni finanziarie allo scopo di migliorare la trasparenza dei mercati finanziari.